# Everything and More
Everything and More è un album in studio del cantante statunitense Billy Gilman, pubblicato nel 2005.

## Tracce
1. Hey, Little Suzie (The Cause of All That) – 3:42 (Edward B. Kessel, Sandy Linzer)
2. Everything and More – 3:58 (Linzer, Allen Shamblin, Madeline Stone, Orrin Hatch, Star Saylor)
3. Peaceable Kingdom – 4:51 (Rob Carlson)
4. Coming Home – 4:13 (Jeffrey Franzel, Andrew Fromm, Lizner)
5. Is Anybody Out There – 4:41 (Kessel, Lizner)
6. Looked into the Wings – 3:49 (Franzel, Fromm, Lizner)
7. Three Words, Two Hearts, One Kiss – 2:47 (Lizner, Stone, Bo Allen)
8. Pray for Him – 3:52 (Lizner, Stone)
9. I'm Not Me Anymore – 4:25 (Kessel, Lizner)
10. Missed You on Sunday – 3:57 (Kessel, Lizner)
11. Something 'bout Heaven – 3:45 (Kessel, Lizner)
12. Awaken the Music – 3:50 (Kessel, Lizner)